# كينيث بي. كلارك
كينيث بي. كلارك (بالإسبانية: Kenneth Clark؛ بالإنجليزية: Kenneth Clark) هو عالم نفس أمريكي وبنمي، ولد في 24 يوليو 1914 في منطقة قناة بنما في الولايات المتحدة، وتوفي في 1 مايو 2005 في نيويورك في الولايات المتحدة.

## وصلات خارجية
- كينيث بي. كلارك على موقع إن إن دي بي (الإنجليزية)